# Walter Damen
Walter Damen (Wilrijk, 5 september 1971) is een Belgisch advocaat en strafpleiter. Daarnaast is hij (mede)auteur van diverse boeken, zowel fictie als non-fictie.

## Opleiding
Walter Damen studeerde rechten aan de UFSIA en de KU Leuven en behaalde daarnaast bijkomende certificaten in de gerechtelijke geneeskunde, ballistiek, bemiddelen bij conflicten, sociale bemiddeling, jeugdrecht en is tevens houder van het getuigschrift bijzondere opleiding cassatieprocedure in strafzaken. Tevens is hij doctorandus aan de Universiteit van Gent.

## Beroepservaring
Damen begon zijn stage aan de Brusselse balie in 1996, maar keerde na een jaar terug naar zijn thuisbasis Antwerpen. In 1999 startte hij zijn eigen kantoor en specialiseerde hij zich in het strafrecht, familierecht en burgerlijk recht. Damen verwierf bekendheid in Vlaanderen door de verdediging van zowel daders als slachtoffers voor het hof van assisen. Zo pleitte hij meer dan 50 zaken voor het hof van assisen waarbij hij 6 vrijspraken kon bekomen.
Damen was al advocaat voor onder meer diamantdief Leonardo Notarbartolo, Pierre Serry in de Kasteelmoord, moordenaar Staf Van Eyken,, slachtoffers van moordenaar Kim De Gelder, moslimextremist Fouad Belkacem een van de Reuzegommers na de dood van Sanda Dia, en radio- en televisiemaker Sven Pichal. Daarnaast is hij ook de advocaat van Erik Van der Paal in de zaak tegen media-organisatie Apache.be, een zaak die algemeen gezien wordt als een poging om die laatste te intimideren en tot zwijgen te brengen (SLAPP).

## Televisie
In 2017 was hij een van de strafpleiters die door Gilles De Coster werd geïnterviewd voor de Canvas-documentairereeks Strafpleiters. Hij had dat jaar ook een cameorolletje in F.C. De Kampioenen 3: Forever. In 2019 had hij ook een cameo in F.C. De Kampioenen 4: Viva Boma!. Daarnaast had hij in 2020 een gastrol in het komische televisieprogramma Auwch. Tot slot nam hij in 2022 ook nog deel aan De Verraders op VTM.

## Privé
Damen is gehuwd en heeft twee kinderen. Hij is familie van Karen Damen, Katelijne Damen en Hubert Damen.

## Trivia
- Damen is ondervoorzitter van voetbalclub K. Beerschot VA. Daarnaast heeft hij ook in de raad van bestuur van de Pro League gezeten.

- Gemeinsame Normdatei: 1044029048
- International Standard Name Identifier: 0000 0003 6900 9487